# Строне-Слёнске

Строне-Слёнске (пол. Stronie Śląskie, нем. Seitenberg)  —  город  в Польше, входит в Нижнесилезское воеводство,  Клодзский повят.  Имеет статус городско-сельской гмины. Занимает площадь 146,42 км². Население 6253 человек (на 2004 год).

## Фотографии

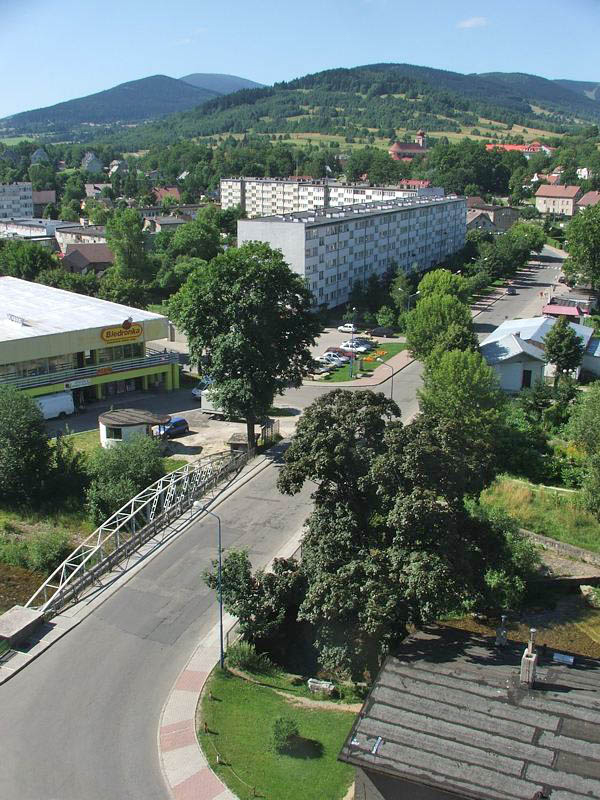
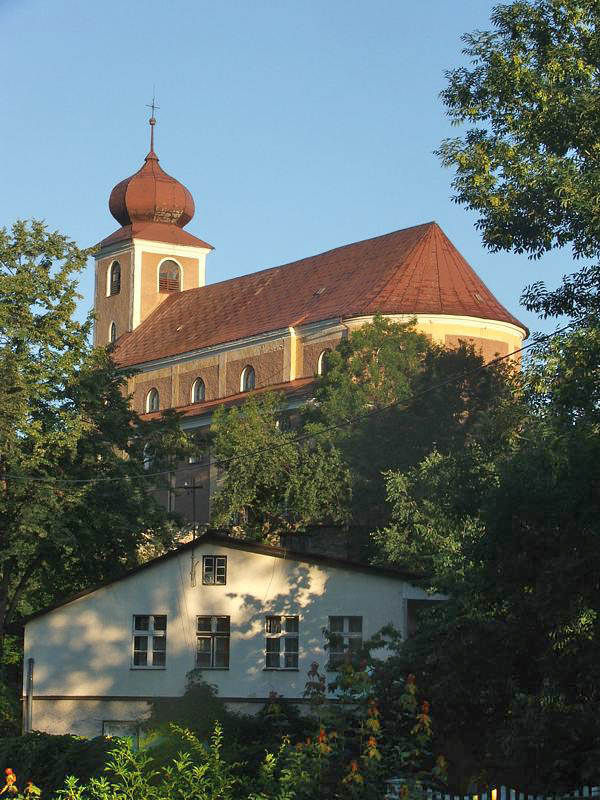
Костёл
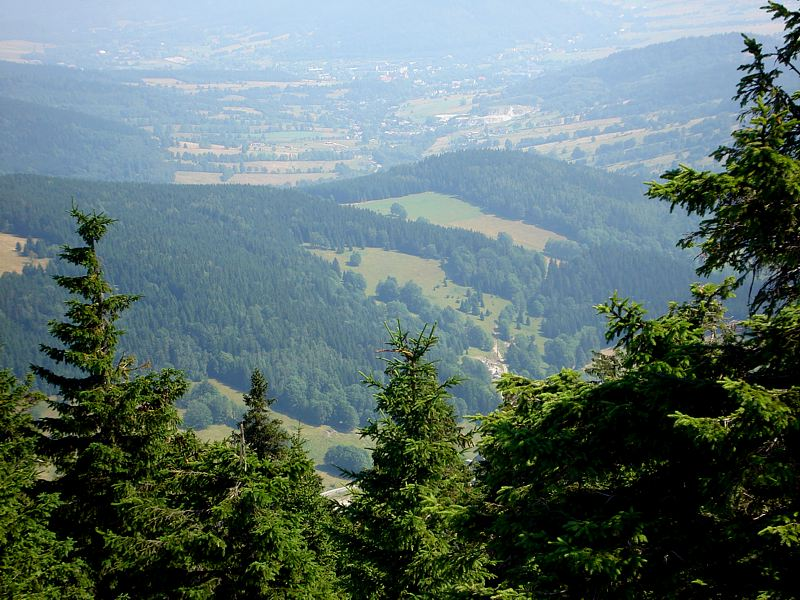